# إليز ريد
إليز كارولين ريد (بالإنجليزية: Elise Caroline Reed؛ مواليد 5 ديسمبر 1992) هي مُقاتلة فنون قتالية مختلطة أمريكية.

## وصلات خارجية
- Elise Reed على موقع يو إف سي (الإنجليزية)
- Elise Reed على موقع شيردوغ (الإنجليزية)
- Elise Reed على موقع Tapology.com (الإنجليزية)